# Sprachen in der Schweiz

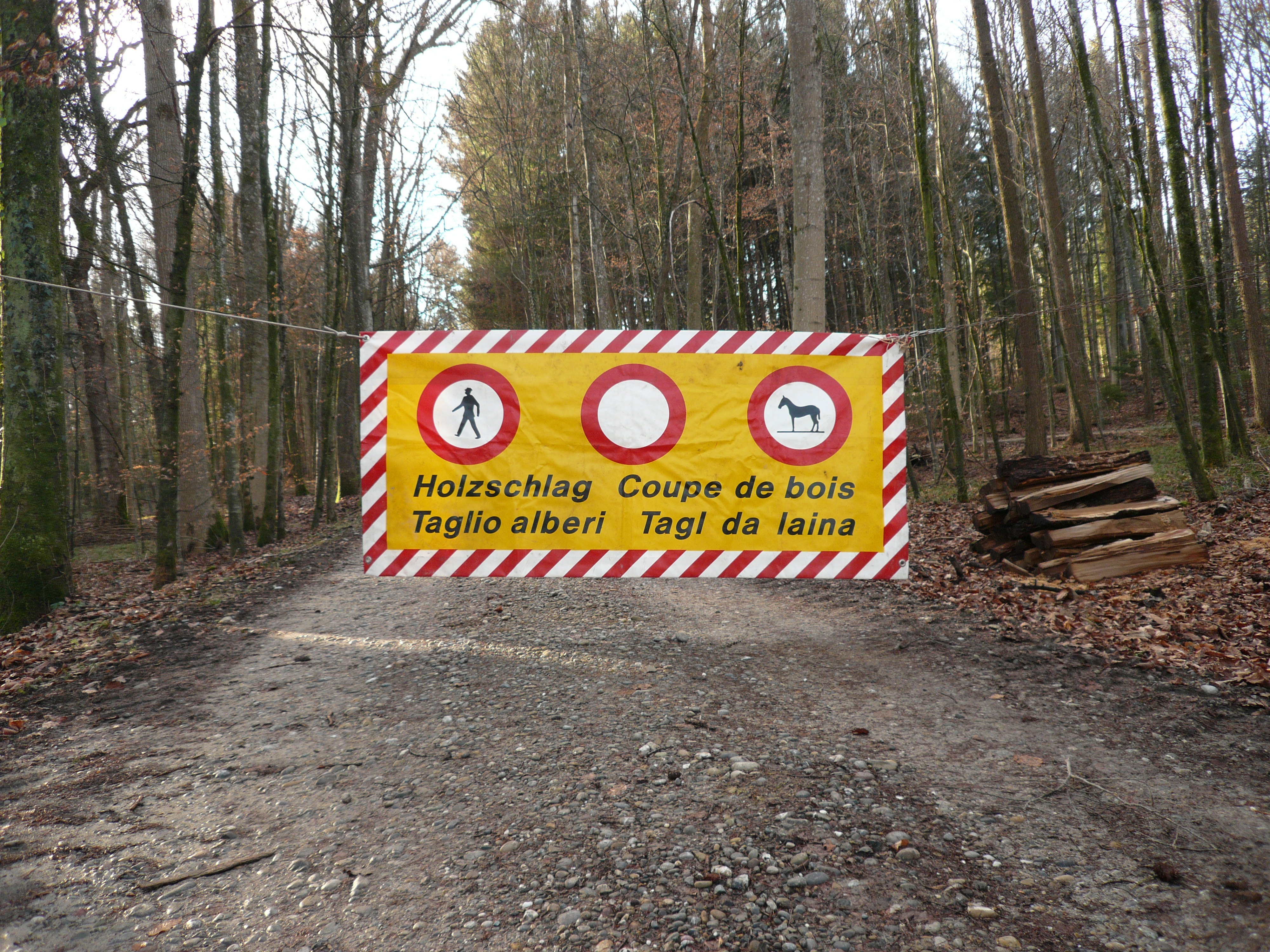
Ein viersprachig beschriftetes Schild ist in der Schweiz etwas Alltägliches

Die Landessprachen und damit die Schriftsprachen der alteingesessenen Bevölkerung der Schweiz sind Deutsch, Französisch, Italienisch und Rätoromanisch.
In der Deutschschweiz werden allerdings hauptsächlich alemannische Dialekte gesprochen, in der italienischen Schweiz auch lombardische Mundarten. Die frankoprovenzalischen Mundarten in der französischen Schweiz sind hingegen fast ausgestorben, die dortige Umgangssprache steht der Schriftsprache nahe. Gebärdensprachen gibt es deren drei. Zwei weitere Sprachen mit einer längeren schweizerischen Tradition sind Westjiddisch und Jenisch.
Eine bedeutende Rolle spielen in neuerer Zeit die Sprachen zugewanderter Personen, beispielsweise Serbokroatisch, Albanisch, Portugiesisch, Spanisch oder Englisch.

## Gesetzliche Grundlagen

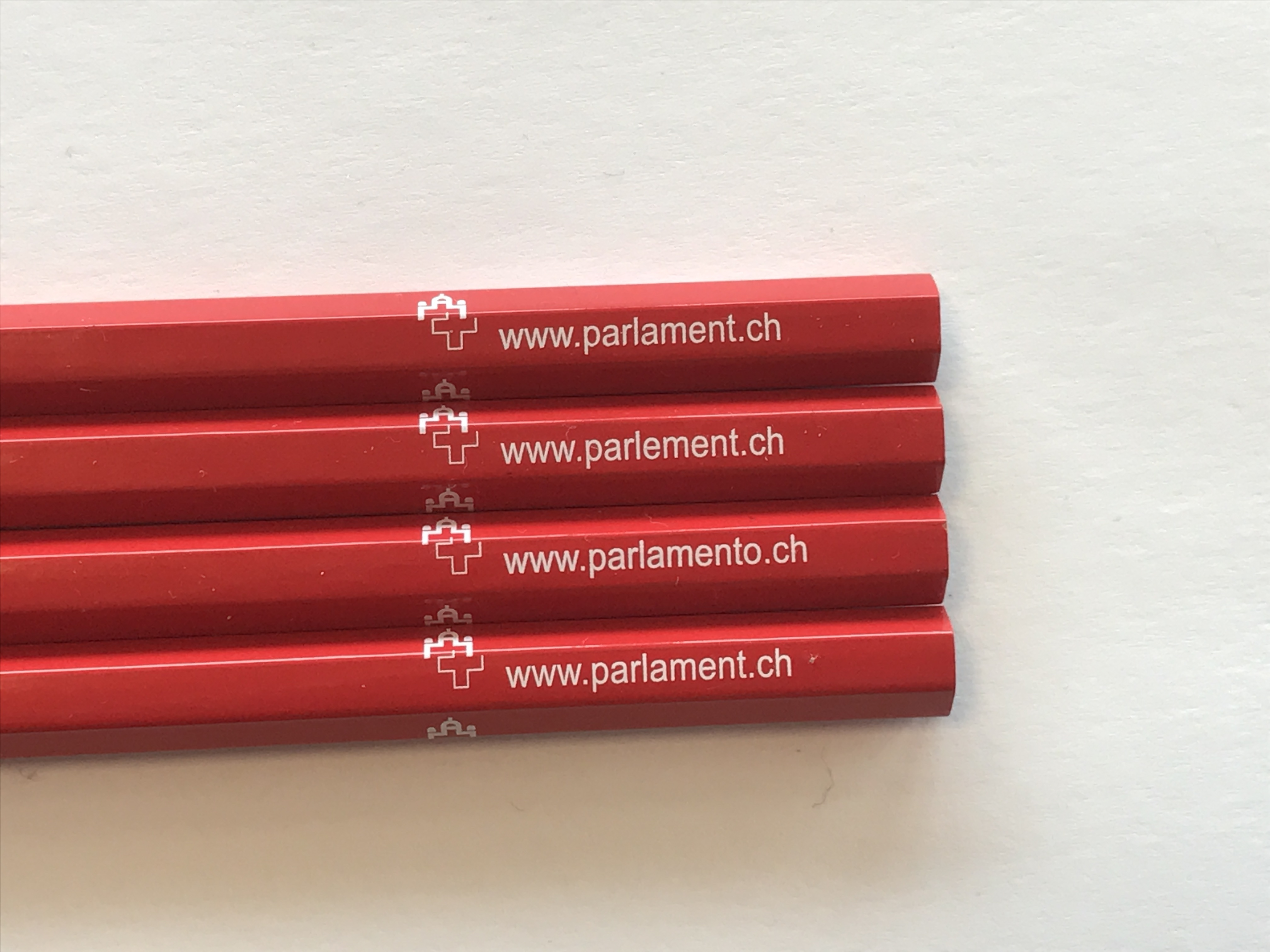
Bleistifte des Parlaments in den vier Landessprachen

In der Bundesverfassung der Schweizerischen Eidgenossenschaft (BV) sind folgende vier Amtssprachen auf Bundesebene festgeschrieben:
- Deutsch
- Französisch
- Italienisch
- Rätoromanisch

Das Rätoromanische gilt nur dann als Amtssprache des Bundes, wenn es bei der Kommunikation mit rätoromanisch sprechenden Personen gebraucht wird (Art. 70 BV). Diese Bürger haben somit das Recht, in ihrer Muttersprache an Organe des Bundes (z. B. an das Bundesgericht oder an Amtsstellen der Bundesverwaltung) zu gelangen und auch auf Rätoromanisch eine Antwort zu erhalten.
Deutsch, Französisch und Italienisch wurden mit der Bundesverfassung von 1848 zu den drei gleichberechtigten Landessprachen erklärt, das Rätoromanisch kam erst 1938 als vierte Landessprache dazu.
Trotzdem ist Deutsch die vorherrschende Sprache in der Bundesverwaltung. Fast 80 % der Dokumente werden auf Deutsch verfasst, bevor sie ins Französische und Italienische übersetzt werden. Es ist auch die Sprache, die am häufigsten für die Veröffentlichung der technischen Unterlagen zu öffentlichen Ausschreibungen verwendet wird, obwohl diese in zwei Amtssprachen veröffentlicht werden müssen.
Die Regelung auf Gesetzesebene findet sich im Sprachengesetz (SpG) vom 5. Oktober 2007, ergänzt durch die Sprachenverordnung (SpV) vom 4. Juni 2010.
Neben ihrer Muttersprache beherrschen viele Schweizer eine weitere, manchmal auch zwei weitere Landessprachen. Englisch sowie eine weitere Landessprache wird in den Schulen als obligatorische Fremdsprache unterrichtet. Nur wenige Schweizer beherrschen alle vier Landessprachen.
Auf Kantons- und Gemeindeebene kann jeder Kanton – je nach Kanton sogar jede Gemeinde – selber bestimmen, welche Sprache als Amtssprache gelten soll. Die Bundesverfassung legt die Sprachgebiete der Schweiz nicht fest. Artikel 70 Absatz 2 weist den Kantonen die Kompetenz zu, ihre Amtssprachen zu bestimmen. Wer aus einem anderssprachigen Landesteil zuzieht, hat kein Recht darauf, in seiner angestammten Sprache mit den neuen Kantons- und Gemeindebehörden zu verkehren (Territorialitätsprinzip).
Unter den mehrsprachigen Kantonen haben nur Bern und Wallis die Sprachgebiete räumlich festgelegt.
Der mehrsprachige Kanton Freiburg weist die Regelung der Amtssprache den Gemeinden zu. Nach kantonalem Recht zweisprachig sind die Gemeinden Biel/Bienne, Evilard/Leubringen und Courtepin an der Nahtstelle Französisch/Deutsch. Einige weitere Gemeinden gewähren zweisprachige Dienstleistungen, so bieten die Stadt Freiburg/Fribourg sowie sieben Gemeinden des Schulkreises Murten/Morat Schulunterricht in beiden Kantonssprachen an, und gewisse amtliche Publikationen erscheinen auch in der jeweiligen Minderheitssprache.
Die Kantone Tessin und Jura definieren sich als ganz zum italienischen bzw. französischen Sprachgebiet zugehörig, obwohl je eine Gemeinde (Bosco/Gurin beziehungsweise Ederswiler) eine deutschsprachige Mehrheit aufweist.
Als einziger Kanton des Landes hat der Kanton Graubünden drei Amtssprachen: Deutsch, Rätoromanisch und Italienisch. Gleichzeitig ist er der einzige Kanton, in dem Rätoromanisch auf Kantonsebene Amtssprache ist. Gemäss Art. 16 des Bündner Sprachengesetzes von 2006 gelten Gemeinden, in denen mindestens 40 % der Einwohner das angestammte Idiom sprechen, als amtlich einsprachig und Gemeinden, in denen wenigstens 20 % das angestammte Idiom sprechen, als amtlich zweisprachig. Oft sind Gemeinden offiziell als romanischsprachig definiert, es dominiert aber Deutsch als Verkehrssprache. Das bedeutet, Rätoromanisch ist die Verwaltungs- und Schulsprache, im Alltag reden viele Menschen trotzdem Schweizerdeutsch.

## Verbreitung

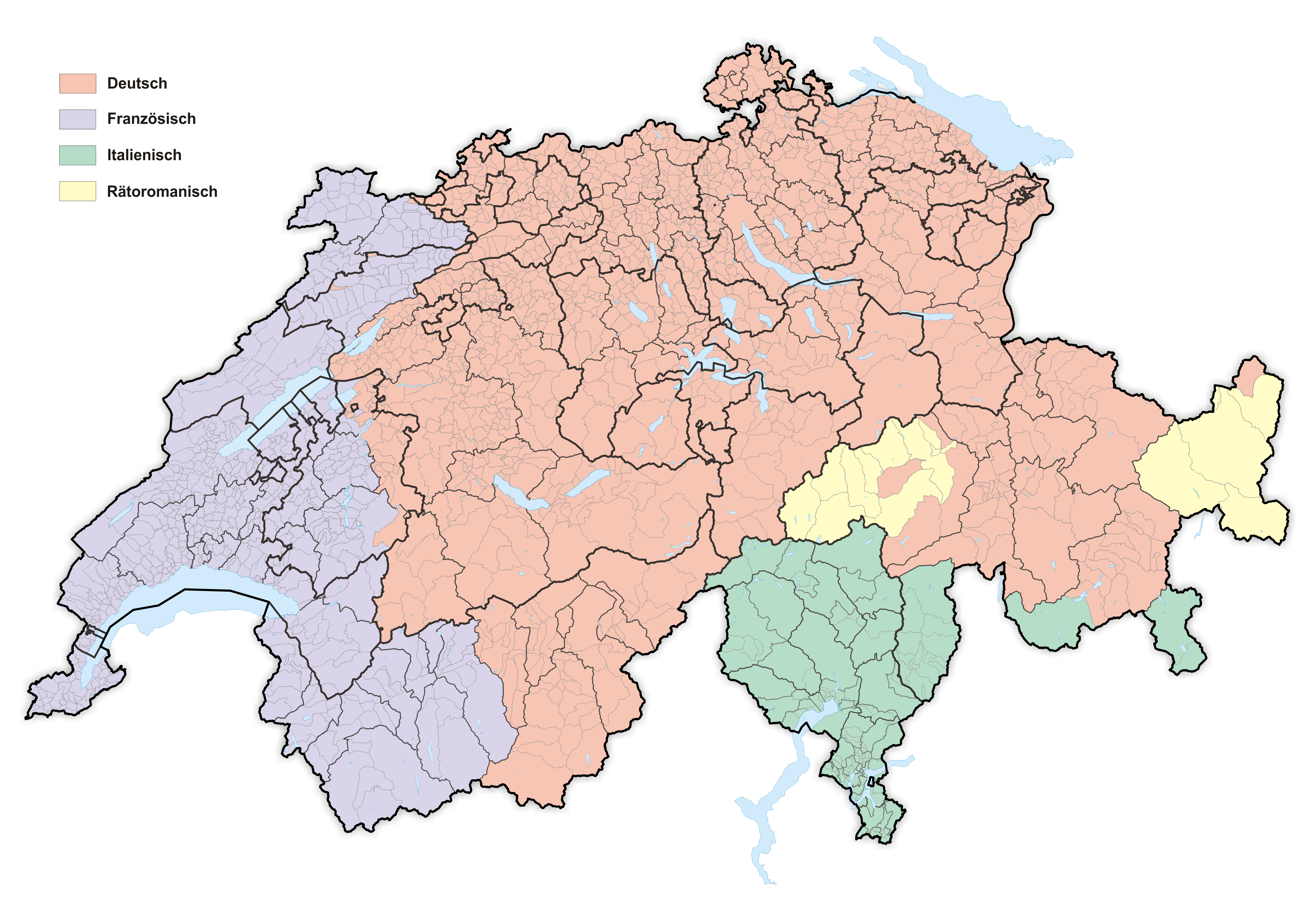
Sprachgebiete der Schweiz (1. Januar 2025)

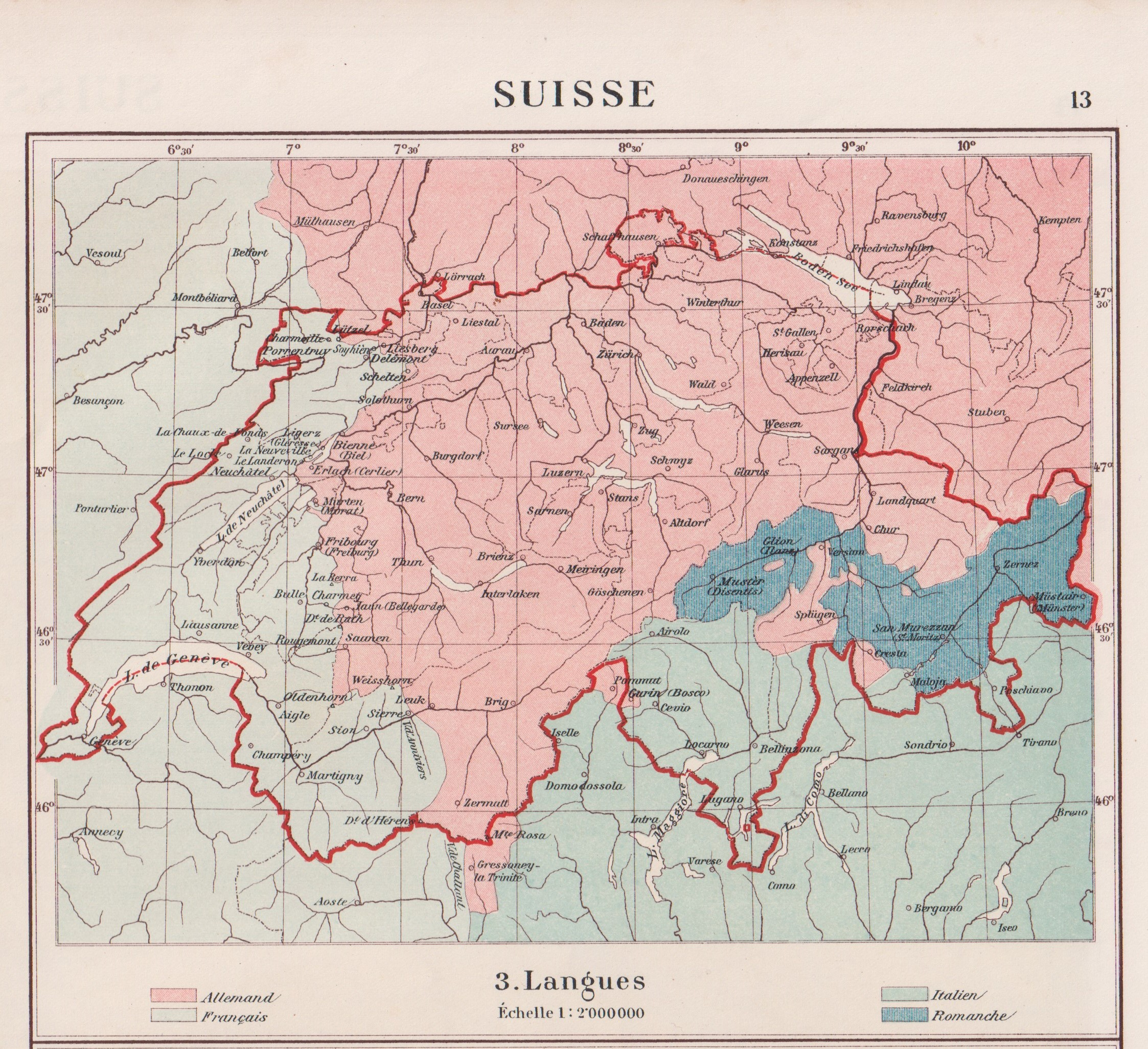
Sprachgebiete der Schweiz im 20. Jahrhundert. Seite aus einem Schulatlas, in der Sammlung des Jüdischen Museums der Schweiz

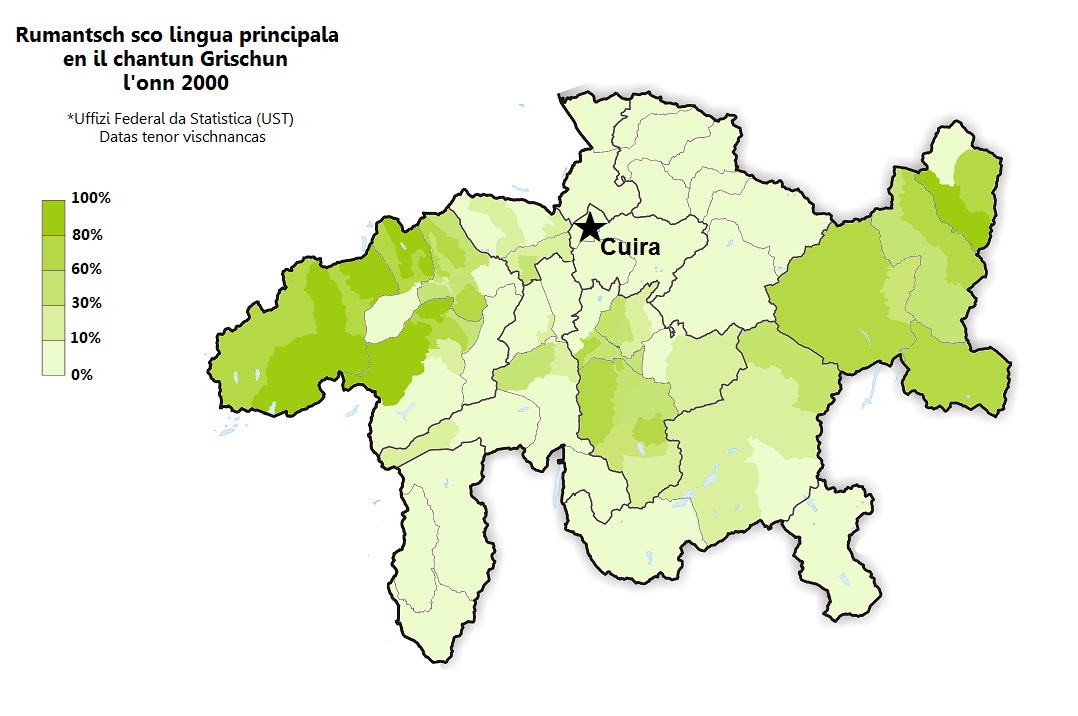
Verbreitung des Rätoromanischen in Graubünden (2000)

### Deutsch
Deutsch ist die meistverbreitete Mutter- und Verkehrssprache in der Schweiz. Als solche sprechen es 64,5 Prozent der Einwohner des Landes und 72,9 Prozent der Schweizer (Stand 2014). 17 der 26 Kantone sind einsprachig deutsch; in weiteren drei herrscht offiziell französisch-deutsche Zweisprachigkeit: Bern (mit deutscher Mehrheit), Freiburg und Wallis (mit französischer Mehrheit). Ausserdem gilt Deutsch in Graubünden, neben Italienisch und Rätoromanisch, als Amtssprache. In den Kantonen Tessin und Jura gibt es je eine deutschsprachige Gemeinde, sodass es nur in den Kantonen Neuenburg, Waadt und Genf keine angestammten deutschsprachigen Minderheiten gibt. Die einheimische Bevölkerung spricht in der Deutschschweiz als Muttersprache und im Alltag einen der vielen schweizerdeutschen Dialekte des Alemannischen. Eine Ausnahme bildet Samnaun, wo ein südbairischer Dialekt gesprochen wird. Schweizer Hochdeutsch wird vorwiegend als geschriebene Sprache verwendet und steht zum Dialekt in einem Diglossieverhältnis, d. h., es existiert kein fliessender Übergang zwischen Hochdeutsch und Dialekt. Laut Stichprobenerhebungen sprachen 2014 87 % der Bevölkerung in der Deutschschweiz im Alltag Schweizerdeutsch, 2018 79 % innerhalb der Familie. Dagegen verwenden 12 % der Einwohner in der Deutschschweiz ausschliesslich Hochdeutsch zur alltäglichen Kommunikation (Stand 2014). Die relative Häufigkeit von Schweizerdeutsch als Familiensprache variiert jedoch je nach Urbanisierungsgrad: So sprechen im Kanton Basel-Stadt 64 % der Einwohner ab 15 Jahren Dialekt zu Hause, während in Bern und Zürich 79 % respektive 71 % und in Uri und Appenzell Innerrhoden rund 90 % in der Familie Dialekt sprechen. Die Variation nach Urbanisierungsgrad ist jedoch deutlich geringer als diejenige nach Staatsangehörigkeit; so geben 96 % der Einwohner der Deutschschweiz mit Schweizer Bürgerrecht an, im Alltag einen schweizerdeutschen Dialekt zu sprechen. Bei den Bürgern anderer Staaten im gleichen Gebiet beträgt dieser Wert dagegen 54 %.
Die Sprachgrenze zwischen dem Deutschen und dem Französischen wird scherzhaft als «Röstigraben» bezeichnet.

### Französisch und Frankoprovenzalisch
Französisch wird von der Bevölkerung im Westen der Schweiz gesprochen (von 22,7 Prozent der Einwohner der Schweiz und von 23,3 Prozent der Schweizer; Stand 2014). Der überwiegend französische Landesteil wird häufig Romandie, Suisse romande oder Welschland, in deutschen Publikationen meist französisch(sprachig)e Schweiz genannt. Vier Kantone sind einsprachig französisch: Genf (Genève), Jura (ausser der deutschsprachigen Gemeinde Ederswiler), Neuenburg (Neuchâtel) und Waadt (Vaud). Drei weitere Kantone sind offiziell zweisprachig: Bern mit deutschsprachiger Mehrheitsbevölkerung sowie Freiburg (Fribourg) und Wallis (Valais), in denen das Französische überwiegt. Die dialektale Situation in der Romandie unterscheidet sich deutlich von der deutschsprachigen Schweiz und spiegelt die (weitgehend ablehnende) französische Einstellung zu Mundarten und Regionalsprachen wider.
Bis ins 19. Jahrhundert wurden in der französischsprachigen Schweiz ausser in den grossen Städten und mit Ausnahme des Gebiets des heutigen Kantons Jura mehrheitlich frankoprovenzalische Dialekte gesprochen. Sie sind inzwischen weitgehend ausgestorben bzw. durch regionale Formen des Hochfranzösischen verdrängt worden. In den Städten wie Genf setzte sich das Französische als Umgangssprache schon seit dem 17. Jahrhundert gegen die alten frankoprovenzalischen Dialekte durch. Nur in Teilen des Kantons Freiburg und vor allem im Unterwallis wird Patois von der älteren Bevölkerung gelegentlich noch im Alltag verwendet; in der Walliser Berggemeinde Evolène behauptet sich der lokale Dialekt teils als Umgangssprache. In vielen Regionen der Romandie bestehen Kulturvereine, die sich für das Weiterleben des Patois einsetzen. Dokumentiert wird der Wortschatz der alten Dialekte im Glossaire des patois de la Suisse romande. Die Zahl der aktiven Patois-Sprecher wurde noch nie erhoben.
Die offizielle Anerkennung des Frankoprovenzalischen und des Franc-Comtois, der regionalen Mundart im Jura, als Minderheitensprachen hat der schweizerische Bundesrat am 7. Dezember 2018 im siebten Bericht der Schweiz über die Umsetzung der Europäischen Charta der Regional- oder Minderheitensprachen des Europarats beschlossen. 2008 setzte die Walliser Kantonsregierung einen Conseil du patois zur Förderung der frankoprovenzalischen Dialekte ein.

### Italienisch
Italienisch wird von den Menschen im Tessin (Ticino) und vier Südtälern (Misox, Calancatal, Bergell, Puschlav sowie der Gemeinde Bivio) des Kantons Graubünden, in der italienischen Schweiz, gesprochen (von 8,4 Prozent der Einwohner der Schweiz und von 6,2 Prozent der Schweizer; Stand 2014). In den genannten Kantonen ist Italienisch Amtssprache. Der Bund fördert die Sprache aktiv. Die Einwohner der vier italienischsprachigen Südtäler, Italienischbündens, sehen sich als Minderheit in der Sprachminderheit der italienischsprachigen Schweiz, da die italienischsprachige Schweiz vom Tessin dominiert wird. Der grösste Teil der italienischsprachigen Bevölkerung entfällt allerdings auf Immigranten aus Italien und deren Nachkommen, was auch den prozentualen Anstieg in den Jahrzehnten nach Ende des Zweiten Weltkriegs erklärt. Sie verteilen sich auf das ganze Land.
Die im Tessin und in den Südtälern Graubündens gesprochenen Mundarten gehören zum Lombardischen, das mit anderen norditalienischen Dialektgruppen zum Galloitalischen gerechnet und linguistisch als eigenständige Sprache eingestuft wird. Gemäss der Volkszählung von 2000 verwendete im italienischsprachigen Gebiet der Schweiz etwas über die Hälfte der Bevölkerung in der Familie ausschliesslich oder teilweise die lokale Mundart. Gesetzlich ist das Lombardische weder in der Schweiz als Ganzes noch in den Kantonen Tessin und Graubünden als Sprache anerkannt; die entsprechenden Gegenden gelten undifferenziert als italienischsprachig.

### Rätoromanisch
Rätoromanisch wird genuin in Graubünden, infolge Abwanderung zu einem beträchtlichen Anteil aber auch in vielen Gemeinden der Deutschschweiz gesprochen (0,5 Prozent der Bevölkerung der Schweiz; 0,7 Prozent der Schweizer; Stand 2014). Die meisten Rätoromanen sind mindestens zweisprachig und sprechen neben ihrer rätoromanischen Muttersprache auch Bündnerdeutsch und Hochdeutsch.

### Andere Sprachen
Jenisch ist die auf dem Deutschen bzw. in der Schweiz auf Schweizer Mundarten basierende, durch Wortschatzanteile besonders aus dem Jiddischen und dem Romani charakterisierte interne Gruppensprache der Jenischen, die nicht im Verkehr mit der übrigen Bevölkerung verwendet wird. Die Zahl der Sprecher wird in der Schweiz nicht erhoben. In offiziellen Erklärungen der Schweiz wird die Gesamtzahl der Fahrenden (gens du voyage) mit Schweizer Staatsbürgerschaft, unter denen die Jenischen neben einer geringeren Zahl von Sinti bzw. Manouches und Roma die weit überwiegende Mehrzahl bilden, auf 30'000 oder auch unter Vernachlässigung der nicht-jenischen Gruppen die Zahl der Jenischen selbst auf 30'000–35'000 geschätzt. Das entspricht annähernd 0,5 Prozent der Schweizer Gesamtbevölkerung. Im Rahmen der Ratifizierung der Europäischen Charta der Regional- oder Minderheitensprachen (1997) hat die Schweiz Jenisch als territorial nicht gebundene Sprache der Schweiz anerkannt und mehrfach den Anspruch der Jenischen auf Massnahmen zur Förderung ihrer Sprache bejaht. Weil viele Jenische Wert auf den geheimsprachlichen Charakter ihrer Sprache legen, besteht unter ihnen jedoch bisher keine Einigkeit über geeignete Förderungsmassnahmen. Die Radgenossenschaft der Landstrasse, der in der Zusammenarbeit mit der Regierung führende Dachverband, lehnt alle Massnahmen ab, die eine Erschliessung der Sprache «anderen Kulturkreisen gegenüber zum Ziel haben».
 Jiddisch, genauer Westjiddisch, besitzt in der Schweiz eine seit dem 18. Jahrhundert auf die Surbtaler Dörfer Lengnau und Endingen begrenzte Tradition, die in den 1990er Jahren mit dem Ableben der letzten Sprecher des Surbtaler Dialektes ein Ende fand (zur Sprache siehe Surbtaler Jiddisch). Eine jüngere Tradition hat Ostjiddisch in der Stadt Zürich, wo es von einem Teil der Mitglieder der ultraorthodoxen Gemeinde gesprochen wird. Im Verständnis der Schweiz fällt auch Jiddisch als Sprache der Schweizer Juden unter den Begriff der Minderheitensprachen ohne Territorium. Der Schweizerische Israelitische Gemeindebund hat sich jedoch in einer Stellungnahme gegen Fördermassnahmen ausgesprochen.
Die  Gebärdensprachen werden von über 10'000 in der Schweiz lebenden Personen mehr oder weniger beherrscht. In der Schweiz wird die Deutschschweizer Gebärdensprache, die Langue des signes Suisse romande (Westschweizer Gebärdensprache) sowie die Lingua dei segni della Svizzera italiana (Tessiner Gebärdensprache) von Gehörlosen als Erst- oder Zweitsprache sowie von Dolmetschern, Angehörigen und weiteren als Zweitsprache eingesetzt. Auf Bundesebene wird die Gebärdensprache nicht anerkannt, auf Kantonsebene lediglich in Genf (Art. 16 KV GE) und Zürich (Art. 12 KV ZH). Die Verfassung des Kantons Zürich hält ausdrücklich fest, dass Gebärdensprachen unter der Sprachfreiheit eingeschlossen sind.
 Englisch ist für die meisten Schweizer neben Französisch beziehungsweise Deutsch die erste oder zweite Fremdsprache. Während die Kantone der lateinischen Schweiz als erste Fremdsprache Deutsch und die westlichen Deutschschweizer Kantone als erste Fremdsprache Französisch unterrichten, kennen die deutschsprachigen Kantone der mittleren und östlichen Schweiz Englisch als erste Fremdsprache. Im Kanton Graubünden haben die deutschsprachigen Jugendlichen aufgrund der Dreisprachigkeit des Kantons Italienisch als erste Fremdsprache.

#### Sprachen der Immigranten
Immigranten sind meist mehrsprachig – insbesondere ab der zweiten Generation (Secondo bzw. Seconda genannt). Zusammengefasst sind die Sprachen der Zugewanderten mit einem zweistelligen Bevölkerungsprozentanteil weiter verbreitet als die italienische und rätoromanische Landessprache. Nennenswerte Sprachgruppen sind (in absteigender Verbreitung) Portugiesisch, Albanisch, Spanisch, Serbisch-Kroatisch-Bosnisch-Montenegrinisch, Türkisch; weitere wie u. a. Tamil oder Tigrinya siehe Liste mit den Sprecherzahlen. Diese nicht offiziellen Sprachen der Schweiz sind zwar in den grösseren Städten konzentriert, aber im ganzen Land verteilt. Daneben werden in der Schweiz auch enorm seltene Sprachen verwendet, wie z. B. das Aramäische, diese semitische Sprache wird von ca. 10'000 christlichen Assyrern (Suryoye) in der Schweiz gesprochen.

## Geschichtliche Entwicklung

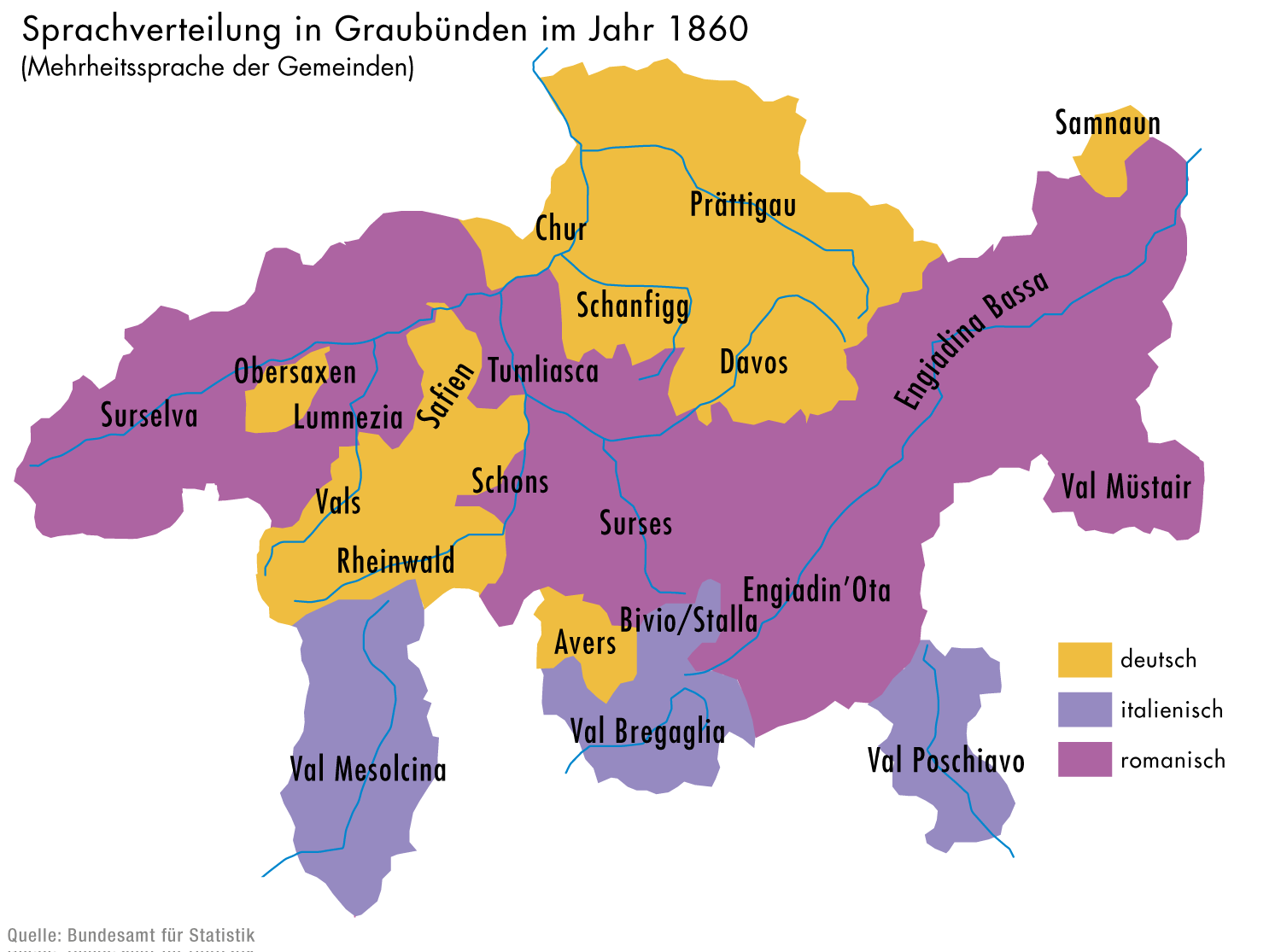
Sprachmehrheit in Graubünden 1860

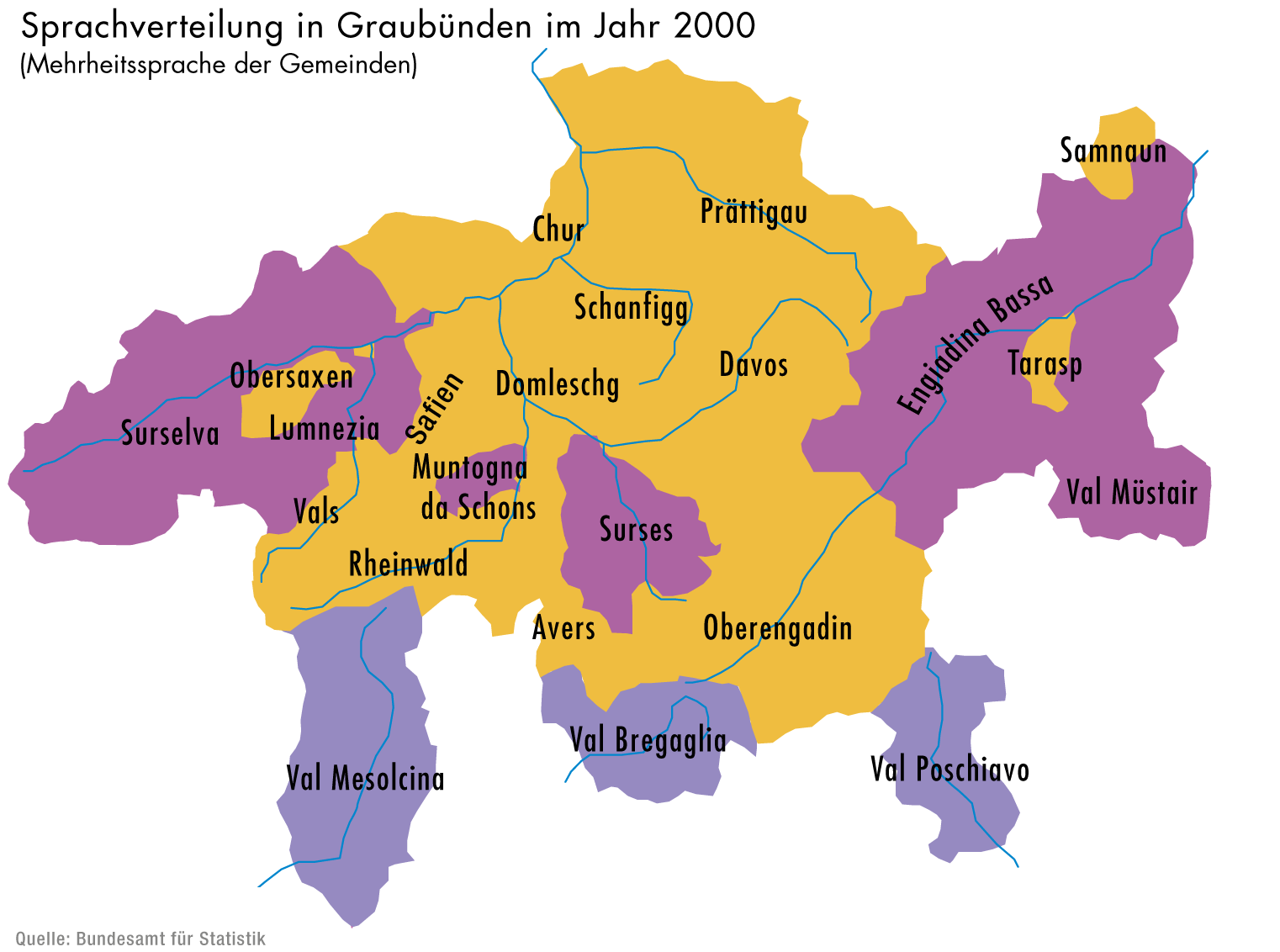
Sprachmehrheit in Graubünden 2000

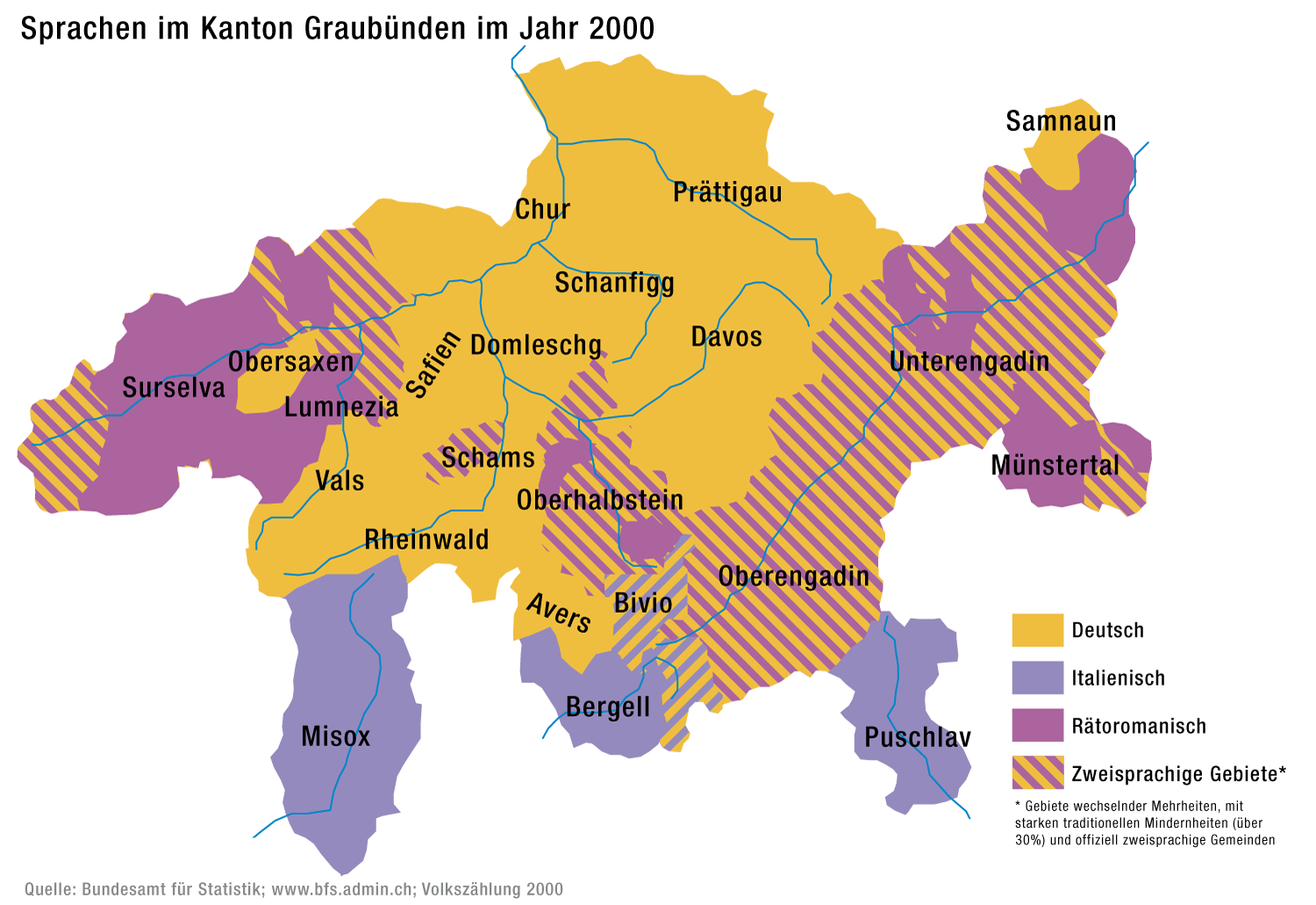
Tatsächliche Verbreitung der Landessprachen in Graubünden 2000

Nach einem leichten Anstieg zu Zeiten der Weltkriege und in der Nachkriegszeit bis in die 1970er Jahre gab es in den letzten Jahren die leichte Tendenz, dass das Deutsche etwas verloren hat, während die französische Sprache ihren Anteil ein wenig ausbauen konnte, das Rätoromanische verlor und das Italienische im Wesentlichen konstant blieb. So hat sich die Sprachgrenze zwischen dem Deutschen und dem Französischen in den letzten Jahrzehnten sehr leicht Richtung Osten verschoben. Die wohl stärkste Veränderung gab es im Kanton Graubünden, wo das Deutsche das Rätoromanische immer stärker verdrängt. Oft ist es so, dass die Kinder fast nur Deutsch reden und das Rätoromanische der Alten nur noch zum Teil verstehen. Auch im italienischsprachigen Tessin, vor allem in den Ufergemeinden der Seen, herrscht die Befürchtung, dass das Deutsche in weiterer Zukunft zu einer beherrschenden Sprache werden könnte.
Markantester Trend ist der stetige Anstieg der Nichtlandessprachen, die inzwischen deutlich mehr als das Italienische und das Rätoromanische zusammen ausmachen, was sich bezogen auf die Sprachverteilung der gesamten Wohnbevölkerung der Schweiz insbesondere in einem geringeren Anteil des Deutschen niederschlägt.
Die prozentualen Sprachanteile gemäss der eidgenössischen Volkszählung des Bundesamts für Statistik verteilen sich in der Schweiz wie folgt (2010 konnten mehrere Sprachen angegeben werden):
| Jahr | Deutsch           | Deutsch   | Französisch und Frankoprovenzalisch | Französisch und Frankoprovenzalisch | Italienisch und Lombardisch | Italienisch und Lombardisch | Rätoromanisch     | Rätoromanisch | Nichtlandessprachen | Nichtlandessprachen |
| Jahr | Wohn- bevölkerung | Schweizer | Wohn- bevölkerung                   | Schweizer                           | Wohn- bevölkerung           | Schweizer                   | Wohn- bevölkerung | Schweizer     | Wohn- bevölkerung   | Schweizer           |
| 2014 | 64,5              | 72,9      | 22,7                                | 23,3                                | 08,4                        | 6,2                         | 0,5               | 0,7           | 20,8                | 9,7                 |
| 2010 | 65,6              | 73,3      | 22,8                                | 23,4                                | 08,4                        | 6,1                         | 0,6               | 0,7           | 18,7                | 8,5                 |
| 2000 | 63,7              | 72,5      | 20,4                                | 21,0                                | 06,5                        | 4,3                         | 0,5               | 0,6           | 09,0                | 1,6                 |
| 1990 | 63,6              | 73,4      | 19,2                                | 20,5                                | 07,6                        | 4,1                         | 0,6               | 0,7           | 08,9                | 1,3                 |
| 1980 | 65,0              | 73,5      | 18,4                                | 20,1                                | 09,8                        | 4,5                         | 0,8               | 0,9           | 06,0                | 1,0                 |
| 1970 | 64,9              | 74,5      | 18,1                                | 20,1                                | 11,9                        | 4,0                         | 0,8               | 1,0           | 04,3                | 0,4                 |
| 1960 | 69,4              | 74,4      | 18,9                                | 20,2                                | 09,5                        | 4,1                         | 0,9               | 1,0           | 01,4                | 0,3                 |
| 1950 | 72,1              | 74,2      | 20,3                                | 20,6                                | 05,9                        | 4,0                         | 1,0               | 1,1           | 00,7                | 0,2                 |
| 1941 | 72,6              | 73,9      | 20,7                                | 20,9                                | 05,2                        | 3,9                         | 1,1               | 1,1           | 00,4                | 0,2                 |
| 1930 | 71,9              | 73,7      | 20,4                                | 21,0                                | 06,0                        | 4,0                         | 1,1               | 1,2           | 00,6                | 0,1                 |
| 1920 | 70,9              | 73,0      | 21,3                                | 21,7                                | 06,1                        | 4,0                         | 1,1               | 1,2           | 00,6                | 0,1                 |
| 1910 | 69,1              | 72,7      | 21,1                                | 22,1                                | 08,1                        | 3,9                         | 1,1               | 1,2           | 00,6                | 0,1                 |

## Sprecherzahlen
Anteile der vom BFS ausgewiesenen Hauptsprachen der ständigen Wohnbevölkerung in Prozent und Anzahl Sprecher gemittelt über die Jahre 2020 bis 2022; berücksichtigt sind bis zu drei Sprachen je in einem Privathaushalt lebender Person über 15 Jahre, was auch ein Grund dafür ist, dass die Gesamtsumme der Anzahl Sprecher von 8’643’255 um 19,28 % höher ist als die Zahl der befragten und berücksichtigten 7’246’363 Personen.
| Sprache                         | Prozent | Anzahl Sprecher |
| ------------------------------- | ------- | --------------- |
| Deutsch                         | 62,03 % | 4’495’179       |
| Französisch                     | 22,63 % | 1’639’719       |
| Italienisch                     | 8,19 %  | 593’568         |
| Englisch                        | 6,85 %  | 496’383         |
| Portugiesisch                   | 3,49 %  | 253’195         |
| Albanisch                       | 2,88 %  | 208’811         |
| Spanisch                        | 2,48 %  | 179’848         |
| Serb./Kroat./Bosn./Montenegrin. | 2,32 %  | 168’419         |
| Türkisch                        | 1,06 %  | 76’956          |
| Arabisch                        | 0,65 %  | 47’221          |
| Russisch                        | 0,56 %  | 40’621          |
| Rätoromanisch                   | 0,50 %  | 35’887          |
| Polnisch                        | 0,48 %  | 34’566          |
| Tamil                           | 0,44 %  | 31’919          |
| Ungarisch                       | 0,36 %  | 26’353          |
| Niederländisch                  | 0,33 %  | 23’645          |
| Kurdisch                        | 0,30 %  | 21’761          |
| Rumänisch                       | 0,27 %  | 19’864          |
| Farsi                           | 0,25 %  | 17’936          |
| Tigrinya                        | 0,24 %  | 17’664          |
| Chinesisch                      | 0,23 %  | 16’957          |
| Griechisch                      | 0,24 %  | 17’110          |
| Slowakisch                      | 0,23 %  | 16’977          |
| Mazedonisch                     | 0,21 %  | 15’353          |
| Thai                            | 0,21 %  | 14’870          |
| Tschechisch                     | 0,17 %  | 12’615          |
| Schwedisch                      | 0,12 %  | 8’786           |
| Vietnamesisch                   | 0,10 %  | 7’422           |
| Bulgarisch                      | 0,10 %  | 7’230           |
| Tagalog                         | 0,09 %  | 6’459           |
| Japanisch                       | 0,09 %  | 6’523           |
| Slowenisch                      | 0,07 %  | 4’906           |
| Tibetisch                       | 0,06 %  | 4’517           |
| Finnisch                        | 0,06 %  | 4’369           |
| Somali                          | 0,06 %  | 4’142           |
| Dänisch                         | 0,06 %  | 4’132           |
| Hindi                           | 0,06 %  | 4’018           |
| Amharisch                       | 0,05 %  | 3’356           |
| Hebräisch                       | 0,04 %  | 2’732           |
| Urdu                            | 0,04 %  | 2’651           |
| Andere Sprache/n                | 0,67 %  | 48’619          |
| 7’246’363 befragte Personen     | 119.28% | 8’643’255       |

Unter weiteren Sprachen sind Armenisch, Bengali, Dari, Kannada, Malayalam, Twi, Uigurisch, Usbekisch u. a. m. zu nennen.